# Nephrotisches Syndrom
Nephrotisches Syndrom ist ein medizinischer Sammelbegriff für mehrere Symptome, die bei verschiedenen Erkrankungen des Glomerulums (im Nierenkörperchen) auftreten. Allgemein wird das nephrotische Syndrom vom nephritischen Syndrom abgegrenzt, ebenso die Nephrose von der Nephritis wie auch die Nephropathie von der Nephrosklerose. Auch muss an die Niereninsuffizienz ohne Nierenkrankheit gedacht werden; das sind die extrarenalen Nierensyndrome nach Wilhelm Nonnenbruch.
Das nephrotische Syndrom ist (gemäß der klassischen Definition) gekennzeichnet durch einen Symptomenkomplex mit vier Leitsymptomen:
- große Proteinurie (Albuminurie). [Anmerkung: In der neueren Fachliteratur wird statt der Proteinämie die Hyperkoagulabilität als viertes klassisches Symptom des nephrotischen Syndroms genannt.[9]]
- Hypoproteinämie (oder Hypalbuminämie, auch Dysproteinämie).
- Hyperlipoproteinämie (oder Hypercholesterinämie, Hyperlipidämie) manchmal mit einer Lipidurie (Lipurie, Lipoidurie, Lipazidurie). [Anmerkung: In der neueren Fachliteratur wird statt der Hyperlipoproteinämie die Hyperkoagulabilität (Thrombophilie) als viertes klassisches Symptom des nephrotischen Syndroms genannt.[10]]
- Ödeme[11]

## Labor
Von der sogenannten großen Proteinurie spricht man bei einer Proteinausscheidung im Urin von mehr als 3–3,5 g pro 24 Stunden, bei Kindern von mehr als 1 g pro m² Körperoberfläche in 24 Stunden. Das Albumin im Serum ist auf unter 2,5 g/dl verringert. Gelegentlich wird eine Normierung der täglichen renalen Proteinausscheidung auf eine Standard-Körperoberfläche von 1,73 m² bei Erwachsenen beziehungsweise von 1 m² bei Kindern empfohlen. Diese Normierung erfolgt durch Multiplikation der täglich ausgeschiedenen Proteinmasse mit 1,73 m² (beziehungsweise mit 1 m² bei Kindern) mit anschließender Division durch die tatsächliche Körperoberfläche des Patienten. Die physikalische Masseneinheit Gramm ändert sich durch die Normierung nicht; die Tagesdauer und die Standardkörperoberfläche gehören nicht in die Maßeinheit. Trotzdem finden sich manchmal Angaben wie „> 3,5 g / 24 h × 1,73 m²“. Die normierten Normalwerte (Referenzwerte) von „Eiweiß im Harn – physiologische Proteinurie“ werden bei Kindern mit 23,3 mg/24 Std./1,73 m² und bei Erwachsenen mit 46,6 mg/24 Std./1,73 m² angegeben. Ähnlich falsche Maßeinheiten finden sich in aktuellen Fachbüchern für Kindernephrologie: „> 1 g / m² KOF × d oder > 40 mg / m² KOF × h“ oder 1 g / m² / Tag.
Beim nephrotischen Syndrom betragen die „Lipide im Harn“ (Lipurie) im Tagesmittel:
- Triglyceride 2,25 mg/d
- Cholesterin 4,1 mg/d
- Phospholipide 13,1 mg/d
- Freie Fettsäuren 11,5 mg/d

Im Elektrophoresediagramm zeigt sich bei ausgeprägter Hypoproteinämie eine starke relative Vermehrung der Alpha-2-Globuline und der Beta-Globulin-Fraktion. „Die Albuminfraktion ist absolut und relativ deutlich vermindert, die Alpha-1-Fraktion prozentual wenig vermehrt. Die Gamma-Globulin-Fraktion ist in den meisten Fällen absolut und relativ vermindert.“

## Pathogenese
Das nephrotische Syndrom entsteht durch eine vermehrte Durchlässigkeit des Glomerulums für Proteine, es werden Proteine >60 kDa filtriert. Den größten Anteil an den Proteinverlusten hat das Albumin, das eine Masse von ca. 65 kD hat und ca. 60 % der im Blutplasma gelösten Proteine ausmacht. Es kommt zu einer Hypoproteinämie mit Hypoalbuminämie sowie durch die vermehrte renale Proteinausscheidung zu einer Proteinurie.
Eine tägliche Proteinausscheidung von mehr als 4 g deutet auf eine erhebliche Schädigung der Filterfunktion der Nieren hin. Regulär werden weniger als 0,05 g Proteine pro Tag über die Nieren ausgeschieden.
Bei sinkendem Albumingehalt im Blut kommt es zudem zu hypalbuminämischen Ödemen. Diese entstehen aufgrund eines durch den Proteinverlust bedingten erniedrigten kolloidosmotischen Drucks in den Gefäßen. Es kommt zu Flüssigkeitsverlusten aus dem Blutplasma in das die Gefäße umschließende Gewebe. Die Ödeme sind umso ausgeprägter, je niedriger der Protein- bzw. der Albumingehalt im Blut ist. Bedingt durch die Hypalbuminämie kann es auch zu einem Pleuraerguss kommen.
Dem Proteinverlust versucht der Körper nun zu begegnen, indem er diesen Verlust so schnell wie möglich ersetzt. Es kommt zu einer vermehrten Produktion von Lipoproteinen in der Leber, was gemeinsam mit dem im Rahmen der Proteinurie auftretenden Verlust des Enzyms Lipoproteinlipase zur Hyperlipidämie führt. Zudem ist aufgrund von Größe und Beschaffenheit der Teilchen der Verlust von Cholesterin- und Triglyzerid-transportierenden Lipoproteinen relativ geringer, so dass sich das Verhältnis der Blutfette untereinander in ungünstiger Weise ändert (Dyslipidämie).
Durch den vermehrten Flüssigkeitsverlust aus den Gefäßen in das Gewebe kommt es zu einer Hypovolämie. Dieser Flüssigkeitsmangel stimuliert nun das sogenannte RAAS (Renin-Angiotensin-Aldosteron-System) des Körpers. Dieses System soll den Flüssigkeitsverlust ausgleichen, indem es für eine Verengung der Gefäße und somit für eine Blutdrucksteigerung sorgt. Zudem werden durch die Nieren vermehrt Wasser und Natrium im Körper zurückgehalten.
Genau dieser Mechanismus führt aber über erhöhten Blutdruck zu einer Steigerung der glomerulären Filtrationsrate (GFR) und somit zu weiterem Proteinverlust (positive Rückkopplung).

## Pädiatrie
„Das Auftreten eines nephrotischen Syndroms unmittelbar nach der Geburt oder in den ersten drei Lebensmonaten wird als kongenitales nephrotisches Syndrom bezeichnet, das Auftreten nach dem dritten Lebensmonat als infantiles nephrotisches Syndrom.“ Bei diesen angeborenen Erkrankungen der Glomeruli sind genetische Abweichungen ursächlich. „Das kongenitale nephrotische Syndrom vom finnischen Typ tritt mit einer Häufigkeit von 1:10.000 Geburten auf. Als Ursache finden sich über 50 verschiedene Mutationen im sogenannten NPHS 1-Gen, das für das Protein Nephrin codiert.“
Eine seltene Form stellt das molekulargenetisch gesicherte hereditäre nephrotische Syndrom auf der Grundlage einer Mutation im Podocin-Gen dar.

## Häufigkeit
Das nephrotische Syndrom ist eine sehr seltene Erkrankung und betrifft etwa 2 von 100.000 Kindern pro Jahr. Bei Erwachsenen tritt die Erkrankung als Neuerkrankung (Inzidenz) bei 3 von 100.000 Menschen pro Jahr auf. Die jährliche Inzidenz des idiopathischen nephrotischen Syndroms beträgt in westlichen Ländern circa 20–27 pro 1 Million Kinder unter 16 Jahren. Das Geschlechtsverhältnis ist bei steroidsensiblen Kindern etwa zwei Jungen zu einem Mädchen, bei steroidresistenten Patienten etwa 1:1.

## Ursachen
Das nephrotische Syndrom stellt an sich keine Krankheit dar, sondern einen gleichartigen Symptomenkomplex, hinter dem sich verschiedenartige Krankheiten verbergen.
Die häufigsten Ursachen eines nephrotischen Syndroms:
- membranöse Glomerulonephritis (mit etwa 30 % häufigste Ursache beim Erwachsenen)
- Minimal-Change-Glomerulonephritis (häufigste Ursache beim Kind mit >90 %, beim Erwachsenen ca. 20 %)
- fokal segmentale Glomerulosklerose (ca. 15 %, in der nicht-weißen Bevölkerung ca. 50 %)[11]

Seltenere Ursachen:
- membranoproliferative Glomerulonephritis (selten, ca. 5 %)
- diabetische Nephropathie
- mesangioproliferative Glomerulonephritis
- mesangiokapilläre Glomerulonephritis[24]
- C1q-Nephropathie
- Malignome (zum Beispiel Lymphome und Leukämien)
- Nierenbeteiligung bei Kollagenosen (vor allem systemischer Lupus erythomatodes) und bei anderen Autoimmunerkrankungen
- Nierenbeteiligung bei Amyloidose
- Nierenschädigung durch ein Plasmozytom
- Nierenvenenstauung
- akute interstitielle Nephritis, toxisch-pharmakologisch, z. B. Gold, Penicillamin, NSAR etc.
- Komplikation der Malaria quartana (Malarianephrose)

## Symptome

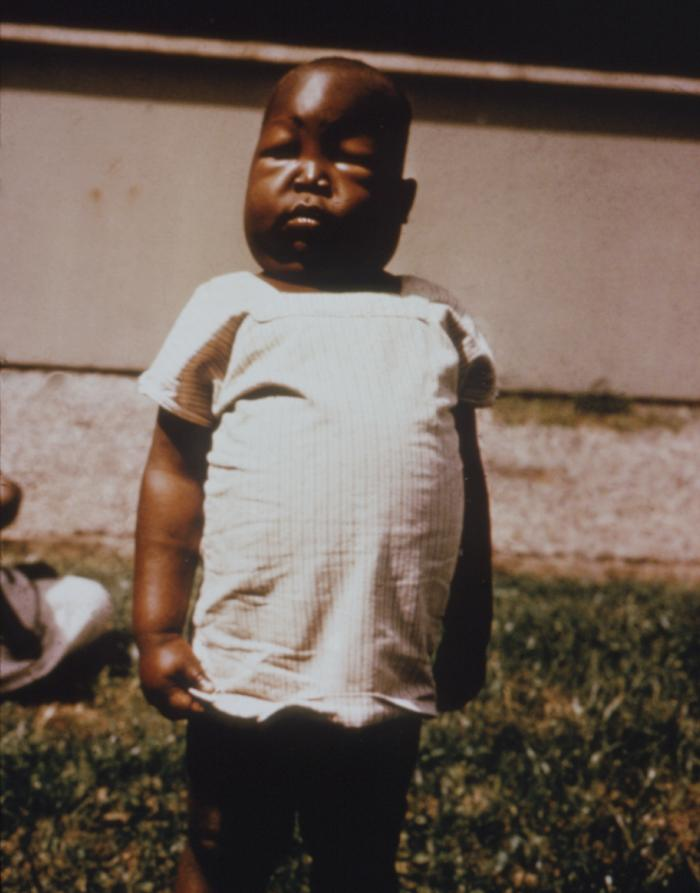
Kind mit massiven Ödemen (Anasarka) aufgrund malariabedingter Niereninsuffizienz

Neben den bereits erwähnten Leitsymptomen des nephrotischen Syndroms bestehen bei den Patienten noch die Symptome der auslösenden Grunderkrankung.
Im Verlauf der Erkrankung kommt es zu einer vermehrten Neigung zu Infekten, da durch den Eiweißverlust auch Antikörper, besonders das IgG, verloren gehen.
Des Weiteren kommt es zu einem Verlust an Antithrombin III. AT III ist ein Bestandteil des Blutplasmas und hat eine starke Hemmwirkung auf die Blutgerinnung. Geht AT III verloren, kommt es zu vermehrter Gerinnung des Blutes in den Gefäßen und somit zu Thrombosen, insbesondere der Nierenvenen.
Durch eine anhaltende Schädigung der Nieren zeigen sich in fortgeschrittenen Stadien Zeichen der Niereninsuffizienz, wie zum Beispiel Flankenschmerzen, blutiger Urin, verminderte Urinausscheidung.
„Es bestand keine Korrelation zwischen dem Ausmaß des nephrotischen Syndroms und der Schwere der Läsionen.“

## Komplikationen
Bei einer schweren Hypoproteinämie kann es zu einem Aszites, zu einem Pleuraerguss und zum Lungenödem kommen. Weitere mögliche Folgen können eine Anämie, eine Hypothyreose, ein Vitamin-D-Mangel, ein hypovolämischer Schock und eine Invagination sein.

## Therapie
- Im Vordergrund einer Therapie stehen zunächst die Behandlung der Grunderkrankung[28] bzw. die Beseitigung toxischer Ursachen als Auslöser des nephrotischen Syndroms.
- Kochsalzarme Diät
- Adäquate Proteinzufuhr (1–2 g/kg Körpergewicht pro Tag) aus natürlichen fettarmen Quellen mit dem Ziel einer positiven Stickstoffbilanz.[29][30][31] Einzelne Quellen empfehlen hierzu dagegen eher eine Proteinrestriktion.
- Beschränkung der Flüssigkeitszufuhr und Diuretikagabe (vornehmlich kaliumsparende Diuretika und Thiaziddiuretika, später eventuell auch Schleifendiuretika)
- Behandlung der bakteriellen Infektionen und deren Prophylaxe (empfohlen: Pneumokokken-Impfung). Die Gabe von Immunglobulinen hat wenig Sinn, denn sie erleiden rasch dasselbe Schicksal wie die Albumine.
- Senkung des Cholesterinspiegels durch CSE-Hemmer
- Therapie des Bluthochdrucks, je nach Grad der Nierenfunktion. Mittel der Wahl ist ein ACE-Hemmer.
- Standardisierte Prednisolontherapie als kausale Behandlung (i. d. R. 1 mg/kg pro Tag), weil dadurch die Proteindurchlässigkeit der Basalmembran beeinflusst wird.
- Bei Absinken des AT III auf unter 70 % ist eine Marcumarisierung indiziert.

## Einteilung
- Typ I: Komplette Ausheilung nach einem Schub
- Typ II: Rezidivneigung bei vollständiger Remission
- Typ III: Bleibende eingeschränkte Nierenfunktion trotz partieller Remission
- Typ IV: Rasches Fortschreiten mit schlechter Prognose

## Geschichte
Im antiken Griechenland wurde die Ansammlung von Körperwasser als ein einheitliches Krankheitsbild (Wassersucht, Hydropisis) angesehen. 1827 erkannte Richard Bright, dass ein Teil der Patienten mit Wassersucht auch an einer vermehrten Urin-Eiweiß-Ausscheidung und an krankhaften Nierenveränderungen litt.
Auf der Nephrologentagung 1905 in Meran trennte Friedrich von Müller erstmals „die nephrotischen und nephritischen Krankheitsformen.“ 1914 unterschieden Franz Volhard und Theodor Fahr zwischen degenerativen (Nephrose), entzündlichen (Nephritis) und arteriosklerotischen (Sklerose) Nierenkrankheiten.
Die Erstbeschreibung erfolgte 1942 durch Wilhelm Nonnenbruch mit der Arbeit Das nephrotische Syndrom in der Klinischen Wochenschrift. Nonnenbruch nannte 1949 die vier Symptome Albuminurie, Hypoproteinämie, Lipämie und Ödeme. Nonnenbruch selbst bezeichnete dagegen Fritz Munk als den Erstbeschreiber. Nonnenbruch beschrieb 1930 die „Nephrose ohne Nephrose“. Fritz Munk beschrieb schon 1913 in der Zeitschrift für klinische Medizin das nephrotische Syndrom bei Lues und 1918 in seinem Lehrbuch neben der Syphilisnephrose allgemeiner die Lipoidnephrose mit Ödemen, Albuminurie, Lipoidurie und mit „einer eigenartigen milchigen Trübung im Blutserum, die offenbar von Lipoidsubstanzen herrührt.“
Max Bürger beschrieb 1951 neben den chronischen Nephrosen die sogenannte febrile Albuminurie sowie den „Grad der nephrotischen Albuminurie“ zum Beispiel bei der Diphtherie.
1963 untersuchte George Schreiner die Urin-Eiweiß-Ausscheidung von 186 Patienten mit den klinischen Zeichen eines nephrotischen Syndroms. Die niedrigste mit dem Urin ausgeschiedene Eiweißmenge, die er dabei beobachtete, war 3,5 g pro Tag. 1983 schlug Ginsberg vor, anstelle eines Sammelurines über 24 Stunden das Verhältnis zwischen Protein und Kreatinin in einer spontan gelassenen Urinprobe zu bestimmen. Da die Ausscheidung von Kreatinin über den Urin zufälligerweise ca. 1 g pro Tag beträgt, schlug er als Grenzwert zum nephrotischen Syndrom einen Eiweiß/Kreatinin-Quotienten im Urin von 3,5 g Protein/g Kreatinin vor. In jüngster Zeit wird zunehmend die Ausscheidung von Albumin im Urin bestimmt, die genauere Werte liefern soll als die Bestimmung des Gesamteiweißes. Als unterer Grenzwert des nephrotischen Syndroms wurde von Stoycheff ein Albumin/Kreatinin-Quotient im Urin von 2,2 g Albumin pro g Kreatinin vorgeschlagen.
Ein Lehrbuch der inneren Medizin schrieb 1992: „Definition: Das nephrotische Syndrom ist gekennzeichnet durch massive Proteinurie (>3,5 g/die), Ödeme, Verminderung des Gesamteiweißes auf Kosten des Albumins bei relativer Erhöhung der α2- und β-Globuline sowie der Gesamtfette und Cholesterin, die das Plasma milchig-trüb erscheinen lassen.“
Im Laufe der Geschichte wechselten die Definitionen des nephrotischen Syndroms, abweichend von der klassischen Definition. Beispiele:
- Oben wurde schon erwähnt, dass neuerdings bei den vier Symptomen die Hyperlipoproteinämie durch die Hyperkoagulabilität ersetzt wird.
- Ebenso wird aktuell gelegentlich auch die Proteinurie ebenfalls durch die Hyperkoagulabilität ersetzt.
- Früher wurden die Ödeme durch die Erhöhung der Blutkörperchensenkungsgeschwindigkeit ersetzt; die Ödembildung wurde als fakultativ angesehen.[50]
- Im Merck Manual werden nur die drei Symptome Proteinurie, Ödeme und Hypoalbuminämie als Voraussetzung für die Diagnose nephrotisches Syndrom genannt.[51]
- Ein Lehrbuch der Pathologie charakterisierte das nephrotische Syndrom dagegen als „Trias aus großer Proteinurie, Hyperlipidämie und Ödemen infolge der Hypoproteinämie“.[52]
- Zwei andere medizinische Wörterbücher nennen nur die vermehrte Proteinurie als erforderlich für die Diagnosestellung des nephrotischen Syndroms.[53][54]
- „Unter einem ‚nephrotischen Syndrom‘ verstehen wir das Vorliegen einer Eiweißverlust-Niere. Diese ist gekennzeichnet durch eine große Proteinurie.“[55]
- Das Lexikon Medizin zählt zum Symptomenkomplex die Proteinurie, die Hypoproteinämie, die Hyperlipidämie, die Hypokalzämie, eine beschleunigte Blutkörperchensenkungsgeschwindigkeit und die Ödembildung.[56]
- Wolfgang Piper definiert die nephrotischen Syndrome im Plural als eine „schwere Proteinurie (> 3,5 g / 24 Std.), die zu Hypoproteinämie, Ödemen, Hyperlipidämie und Lipidurie führt.“[57]
- Ein anderes Fachbuch nennt sechs „typische Zeichen für ein nephrotisches Syndrom“: Proteinurie, Hypalbuminämie, Dysproteinämie, Thromboseneigung, Hyperlipidämie, generalisierte Ödeme.[58]
- Ein Lehrbuch der inneren Medizin charakterisierte die nephrotischen Syndrome ebenfalls im Plural „durch vier pathologische Befunde: Ödeme, Proteinurie, Hypoproteinämie, Hypercholesterinämie“.[59]
- Ein Lehrbuch der Pathophysiologie definierte das nephrotische Syndrom als fünffache „Symptomenkombination von Proteinurie, Hypoproteinämie und Dysproteinämie sowie Ödemen und Hyperlipidämie.“[60]
- In der Pädiatrie gehören nur die Proteinurie und die Hypoalbuminämie obligat zur Diagnose des nephrotischen Syndroms im Kindesalter.[61]
- „Das reine nephrotische Syndrom ist durch folgende Symptome gekennzeichnet: Ödeme, Proteinurie, Blutdrucksteigerung fehlt, Hypoproteinämie, Hypoalbuminämie, Lipämie, Hypokalzämie, die Nierenfunktion ist intakt.“[62]
- Erwin Becher glaubte 1944, „zu dem nephrotischen Syndrom gehören die Albuminurie, das Ödem, eine Verminderung der Bluteiweißkörper, die Lipämie und die Lipoidurie.“[63]